# Barbarista guttata
Barbarista guttata är en tvåvingeart som beskrevs av Rohacek 1993. Barbarista guttata ingår i släktet Barbarista och familjen sumpflugor.
Artens utbredningsområde är Kenya. Inga underarter finns listade i Catalogue of Life.